# Мур, Дадли
Да́дли Стю́арт Джон Мур (англ. Dudley Stuart John Moore; 19 апреля 1935 — 27 марта 2002) — британский актёр, комик и музыкант.

## Биография

### Ранние годы
Дадли Мур родился в Лондоне в семье железнодорожного электрика. Его родители, простые рабочие, не обращали особого внимания на сына. Дадли был небольшого роста (158 см.) и родился с врождённой косолапостью, что делало его предметом насмешек сверстников. В шесть лет он начал петь в церковном хоре и играть на фортепиано и скрипке. Он быстро показал себя как талантливый пианист и органист (в 14 лет он уже играл на органе во время церковных венчаний). Дадли посещал окружную среднюю школу в Дагенхэме, где брал уроки музыки у преподавателя Питера Корка, с которым его связали долгие годы дружбы.

### Оксфорд
Музыкальный талант Мура помог ему получить стипендию Колледжа Магдалины в Оксфорде. Обучаясь там музыке и композиции, он одновременно выступал с Аланом Беннеттом в театральной труппе Оксфордского университета «Оксфорд Ревю». Затем Беннетт рекомендовал Дадли своему продюсеру, совместно с которым они сочинили сатирическое ревю «За гранью», во время работы над которым он познакомился с Питером Куком и будущим театральным режиссёром Джонатаном Миллером. В 1960 году «За гранью» с успехом было показано на Эдинбургском фестивале и произвело фурор в Англии, а затем в Нью-Йорке, став своего рода предшественником «Летающего цирка Монти Пайтона».
В Оксфорде Мур заинтересовался джазом и вскоре стал отличным джазовым пианистом и композитором. Он работал с такими знаменитыми музыкантами как Джон Данкуорт и Клео Лэйн. В 1960-е годы он создал «Трио Дадли Мура». Большое влияние на творчество Мура оказали Оскар Питерсон и Эрролл Гарнер. В одном из интервью Мур рассказывал, что когда он овладел техникой левой руки Гарнера, он был так взволнован, что несколько дней подряд ходил, постоянно отбивая ритм левой рукой. Его ранние записи включали: «My Blue Heaven», «Lysie Does It», «Poova Nova», «Take Your Time», «Indiana», «Sooz Blooz», «Bauble, Bangles and Beads», «Sad One for George» и «Autumn Leaves». Трио регулярно выступало по британскому телевидению, записывало пластинки и выступало в лондонском ночном клубе Питера Кука «The Establishment». В начале 1970-х годов на одной из вечеринок он познакомился с английской певицей и автором песен Линси де Пол, с которой его связала крепкая дружба.

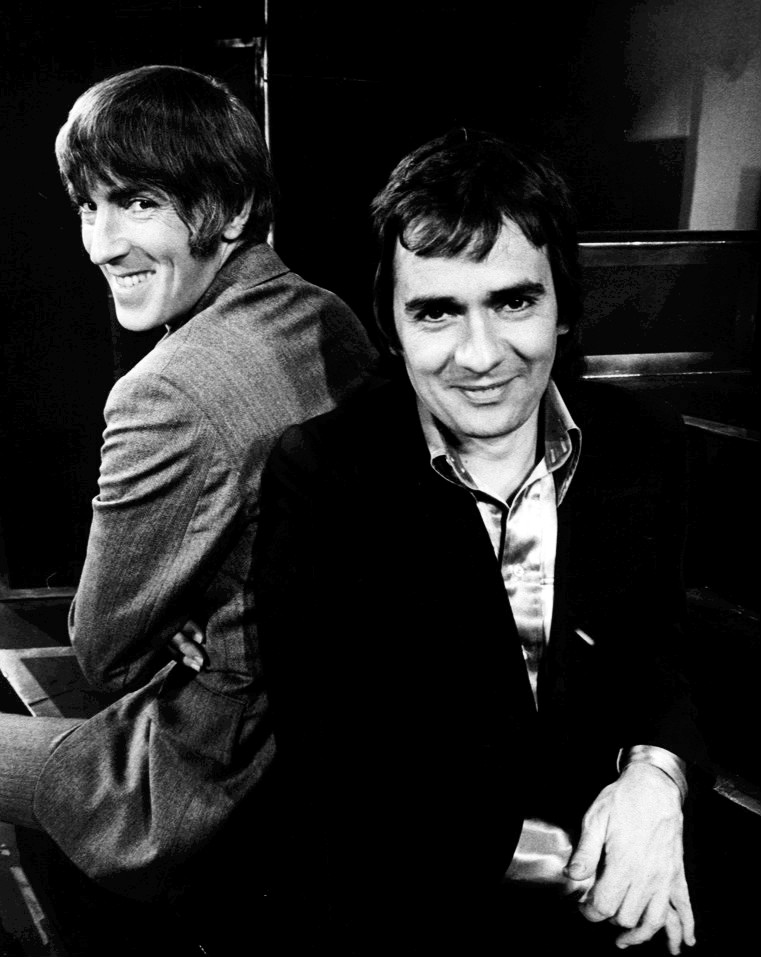
Питер Кук и Дадли Мур. 1974 год

### Пит и Дад
Клуб «The Establishment» переехал в Нью-Йорк, Мур последовал за ним, но затем вернулся в Великобританию и стал сотрудничать с BBC. После телевизионной адаптации шоу «За гранью» (1964) Мур пригласил Питера Кука в проект «Не только… Но и» (1965) в качестве гостя, но их творческий тандем оказался настолько хорош, что продержался несколько сезонов (1965—1970). Кук (Пит) и Мур (Дад), одетые в плащи и кепки с козырьком, изображали журналиста и эксцентричного пролетария, обсуждавших политические и культурные события. При работе над очередной передачей друзья использовали нетрадиционный приём, записывая материал на магнитофон, а затем обрабатывая его. Времени на репетиции (передачи часто выходили в прямом эфире) не хватало, и друзья пользовались карточками с репликами. Многие записи этих передач были позднее стерты BBC, как и некоторые эпизоды телесериала «Доктор Кто», но некоторые записи уцелели.
Мур и Кук совместно снялись в фильмах «Ослеплённый желаниями» (1967), «Другой ящик» (1966), «Жилая комната» (1969) и «Собака Баскервиллей», а также ездили на гастроли с ревю «За гранью» и «Добрый вечер».

### Голливуд

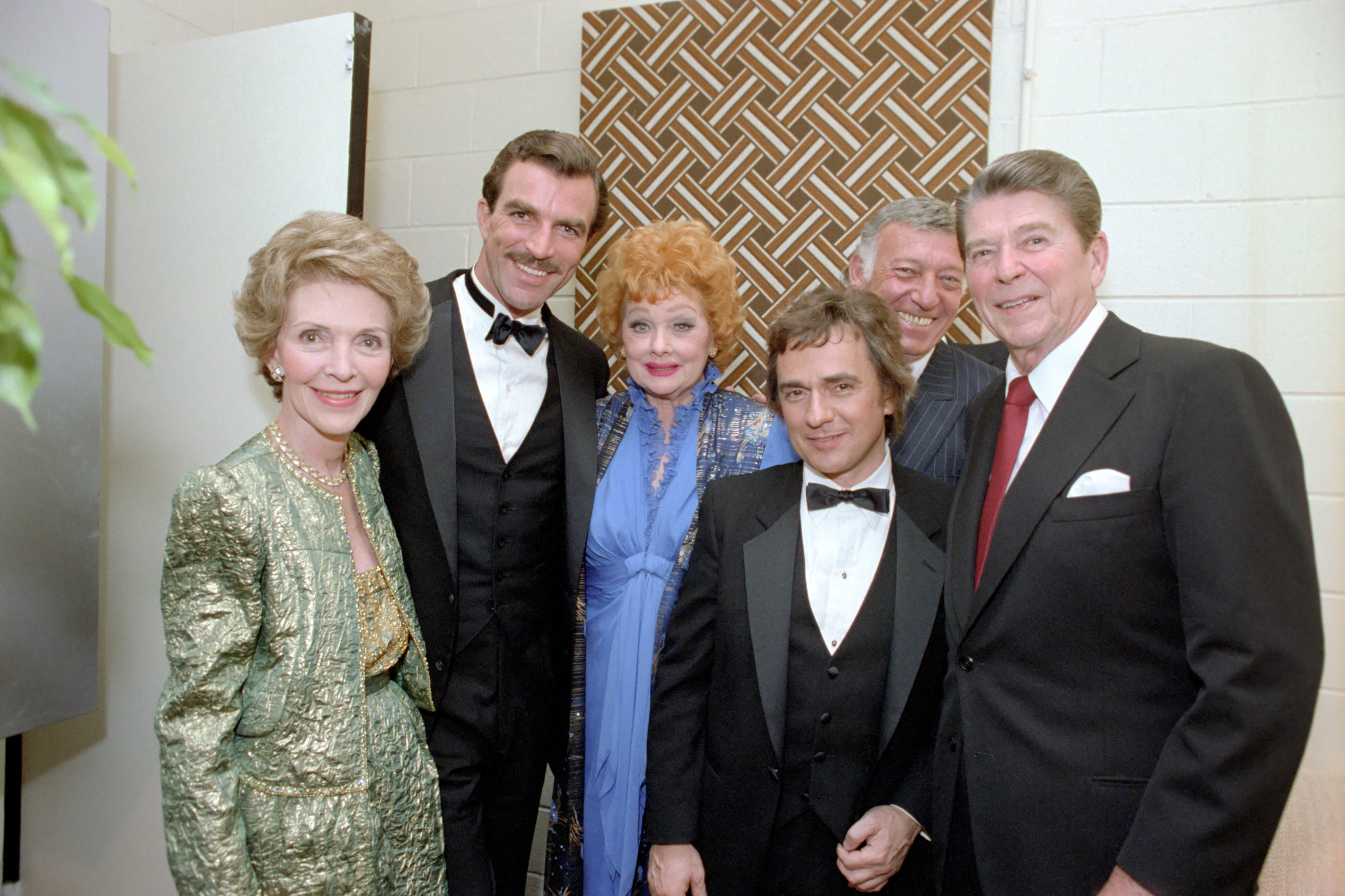
Рональд Рейган, Нэнси Рейган, Том Селлек, Дадли Мур и Люсиль Болл

Он дебютировал в почти неизвестном фильме «30 лет — опасный возраст, Синтия» (1968), снявшись в нём вместе с женой, Сьюзи Кендалл.
В 1984 году после их очередного шоу «Дерек и Клайв», Мур разорвал отношения с Куком из-за его увлечения алкоголем и полностью сосредоточился на своей кинокарьере.
В конце 1970-х годов Мур перебрался в Голливуд и снялся в фильме «Грязная игра» (1978) с Чеви Чейзом и Голди Хоун. Следующий год был отмечен комедией «Десятка» режиссёра Блейка Эдвардса, где Мур заменил Джорджа Сигала в главной роли, и фильмом «Всё о Моисее» (1980), последний большого успеха не имел. Затем последовал перегнавший «10» по популярности фильм «Артур» (1981) с Лайзой Миннелли, Джеральдин Фицджеральд и сэром Джоном Гилгудом, получившим за этот фильм «Оскара». Мур сыграл в нём роль беззаботного миллиардера по имени Артур, наставляемого старым дворецким и влюбляющегося в простую девушку. Дадли Мур был номинирован за этот фильм на «Оскара» за лучшую мужскую роль, но проиграл Генри Фонда (фильм «На золотом озере»). Зато он получил «Золотой глобус» (1981) как лучший комедийный актер.
В 1984 году Мур снялся ещё в одном хите «Микки и Мод» режиссёра Блейка Эдвардса совместно с Эми Ирвинг. За него в том же 1984 году он получил ещё один «Золотой глобус» как лучший комедийный актёр. Ни один из его фильмов — включая «Шесть недель» (1982), «Любовный недуг», «Романтическая комедия» (оба в 1983), «Клянусь в неверности» с Настасьей Кински, «Лучший способ защиты» (все в 1984), «Каков отец, таков и сын» (1987), «Артур 2: на мели» (1988, Мур также продюсер) и «Сумасшедшие люди» (1990) не принесли ему той же степени успеха как у критиков, так и в коммерческом плане. В 1993 году он снялся в недолговечном телешоу «Дадли» (6 серий). Кроме работы в кино Мур продолжал и своё музыкальное творчество как композитор и пианист. Он писал музыку для фильмов, в том числе для «Ослеплённый желаниями» и «Недопустимая улика», «Шесть недель», «Собака Баскервиллей» и выступал с фортепианными концертами. В сотрудничестве с дирижёром, сэром Георгом Шолти Мур создал в 1991 году телевизионный сериал «Оркестр!», который знакомил зрителя с работой симфонического оркестра. Затем совместно с американским дирижёром Майклом Тилсоном Томасом подобный же сериал «Концерт!» в 1993 году, дающий представление о классическом музыкальном концерте. В марте 1988 года он сыграл роль Ко-Ко в комической опере «Микадо» в постановке Джонатана Миллера в Лос-Анджелесе.

### Последние годы
В 1987 году музыкальный критик «New York Times» Рена Фрухтер, сама прекрасный пианист, взяла у Мура интервью, после чего они стали близкими друзьями. В это время актёрская карьера Мура пошла на спад. Он решил сконцентрироваться на музыке и пригласил Рену в качестве компаньона. Они выступали дуэтом в Великобритании и Австралии. Но вскоре его болезнь начала прогрессировать, и пальцы не всегда слушались его. Такие симптомы болезни как невнятная речь и потеря координации воспринимались публикой и СМИ как проявление алкоголизма, а сам Мур был не в состоянии объясниться. Он переехал в дом к Фрухтерам в Нью-Джерси и прожил там четыре года, перебравшись затем в дом по соседству.
Мур был глубоко взволнован смертью Питера Кука в 1995 году и несколько недель подряд постоянно набирал его номер телефона, только чтобы услышать голос друга в записи на автоответчике. Мур присутствовал на поминальной службе по Куку в Лондоне, и многие люди, знавшие его, отметили его немного странное поведение.
В сентябре 1997 года Мур перенёс операцию по коронарному шунтированию в Лондоне. В июне 1998 года Николь Ротшильд заявила, что Мур «готовится умереть» от серьёзной болезни, но эти заявления опровергались Сьюзи Кендалл.
30 сентября 1999 года Мур объявил, что страдает прогрессирующим супрануклеарным параличом, ранние симптомы которого похожи на интоксикацию, что ошибочно воспринималось как алкоголизм, и что болезнь была диагностирована годом ранее. Он сказал прессе: «Я знаю, что эта редкая болезнь поражает только одного человека из 100 000, ровно такое же число членов в нашем союзе сценаристов. Так что я принял этот недуг на себя и спас остальных 99 999 человек». Незадолго до смерти он также учредил благотворительный фонд для страдающих той же болезнью.
Дадли Мур скончался 27 марта 2002 года в результате пневмонии — осложнения после разбившего его паралича в Плэйнфилде, штат Нью-Джерси и был похоронен в Скотч-Плэйнс. Рена Фрухтер была с ним в эти минуты и признавалась позже, что последними словами его были: «Я слышу вокруг себя музыку…». После смерти Мура Рена издала мемуары об их дружбе.
В декабре 2004 года на экраны британского телевидения вышел фильм «Не только, но и», а на сцене театра — пьеса «Пит и Дад: возвращение» о дружбе между Муром и Куком.

## Личная жизнь
Мур был женат четыре раза: на актрисах Сьюзи Кендалл (1968—1972), Тьюсдей Уэлд (1975—1980) (сын — Патрик, 1976), Броган Лейн (1988—1991) и Николь Ротшильд (1994—1998) (сын Николас, 1995).
Он сохранил хорошие отношения со своими первыми тремя жёнами. Но Ротшильд, с которой он со скандалом развелся во время своей болезни, он категорически запретил присутствовать на своих похоронах.
В 1994 году Мур был арестован полицией, так как по утверждениям Ротшильд бил её, позднее она отказалась от своих показаний.

## Фильмография
| Год       |    | Русское название              | Оригинальное название                                                | Роль                                 |
| --------- | -- | ----------------------------- | -------------------------------------------------------------------- | ------------------------------------ |
| 1961      | ф  | Третье алиби                  | The Third Alibi                                                      | аккомпаниатор на пианино             |
| 1964      | с  | Хроника                       | Chronicle                                                            | н/д                                  |
| 1964      | мф | —                             | The Hat                                                              | Джордж                               |
| 1965      | мф | —                             | Flatland                                                             | Квадрат                              |
| 1965      | с  | Любовная история              | Love Story                                                           | Куба                                 |
| 1965—1970 | с  | Не только… Но и               | Not Only… But Also                                                   | разные персонажи                     |
| 1966      | ф  | Другой ящик                   | The Wrong Box                                                        | Джон Финсбери                        |
| 1966      | с  | —                             | Five More                                                            | водитель «Мазерати»                  |
| 1967      | ф  | Ослеплённый желаниями         | Bedazzled                                                            | Стэнли Мун                           |
| 1968      | с  | —                             | Film Review                                                          | Руперт Стрит                         |
| 1968      | ф  | 30 — опасный возраст, Синтия  | 30 Is a Dangerous Age, Cynthia                                       | Руперт Стрит                         |
| 1969      | ф  | Бросок в Монте-Карло          | Monte Carlo or Bust!                                                 | лейтенант Баррингтон                 |
| 1969      | с  | —                             | World in Ferment                                                     | детектив магазина                    |
| 1969      | ф  | Жилая комната                 | The Bed-Sitting Room                                                 | полицейский сержант                  |
| 1971      | с  | —                             | Not Only But Also. Peter Cook and Dudley Moore in Australia          | н/д                                  |
| 1971      | тф | —                             | An Apple a Day                                                       | доктор Клайв Элвуд                   |
| 1971      | тф | —                             | Behind the Fridge                                                    | разные персонажи                     |
| 1972      | ф  | Алиса в Стране чудес          | Alice’s Adventures in Wonderland                                     | Соня                                 |
| 1974      | ф  | —                             | «Rameau’s Nephew» by Diderot (Thanx to Dennis Young) by Wilma Schoen | английский комик                     |
| 1975      | с  | Гнилое старое время           | When Things Were Rotten                                              | шейх Ахмед                           |
| 1978      | ф  | Грязная игра                  | Foul Play                                                            | Стэнли Тиббетс                       |
| 1978      | ф  | Собака Баскервилей            | The Hound of the Baskervilles                                        | разные персонажи                     |
| 1979      | ф  | Десятка                       | 10                                                                   | Джордж Уэббер                        |
| 1979      | ф  | Дерек и Клайв раздобыли трубу | Derek and Clive Get the Horn                                         | Дерек                                |
| 1980      | ф  | Всё о Моисее                  | Wholly Moses!                                                        | Харви / Хершелл                      |
| 1981      | ф  | Артур                         | Arthur                                                               | Артур Бах                            |
| 1982      | ф  | Шесть недель                  | Six Weeks                                                            | Патрик Далтон                        |
| 1983      | ф  | Любовный недуг                | Lovesick                                                             | Сол Бенджамин                        |
| 1983      | ф  | Романтическая комедия         | Romantic Comedy                                                      | Джейсон                              |
| 1984      | ф  | Клянусь в неверности          | Unfaithfully Yours                                                   | Клод Истман                          |
| 1984      | ф  | Лучший способ защиты          | Best Defense                                                         | Уайли Купер                          |
| 1984      | ф  | Микки и Мод                   | Micki + Maude                                                        | Роб Сэлинджер                        |
| 1985      | ф  | Санта-Клаус                   | Santa Claus: The Movie                                               | Патч                                 |
| 1987      | ф  | Приключения Майло и Отиса     | 子猫物語                                                             | рассказчик                           |
| 1987      | ф  | Каков отец, таков и сын       | Like Father Like Son                                                 | доктор Джек Хаммонд                  |
| 1988      | ф  | Артур 2: на мели              | Arthur 2: On The Rocks                                               | Артур Бах                            |
| 1990      | ф  | Сумасшедшие люди              | Crazy People                                                         | Эмори Лисон                          |
| 1992      | ф  | Во всём виноват посыльный     | Blame It on the Bellboy                                              | Мелвин Ортон                         |
| 1993      | ф  | Огурец                        | The Pickle                                                           | человек с планеты Кливленд           |
| 1993      | с  | Дадли                         | Dudley                                                               | Дадли Бристол                        |
| 1993—1998 | с  | Действительно дикие животные  | Really Wild Animals                                                  | Спин                                 |
| 1994      | тф | Параллельные жизни            | Parallel Lives                                                       | воображаемый друг / президент Эндрюс |
| 1994      | с  | Папины дочки                  | Daddy’s Girls                                                        | Дадли Уокер                          |
| 1995      | с  | Оркестр Оскара                | Oscar’s Orchestra                                                    | Оскар                                |
| 1996      | ф  | Исчезновение Кевина Джонсона  | The Disappearance of Kevin Johnson                                   | в роли самого себя                   |
| 1996      | тф | Уикенд на природе             | A Weekend in the Country                                             | Саймон Фаррелл                       |
| 1998      | мф | Кинг Конг                     | The Mighty Kong                                                      | Карл Дэнем / Кинг-Конг               |

## Награды
В июне 2001 года, когда актёр практически покинул кинематограф, он получил почётное звание Командора Ордена Британской империи. Несмотря на ухудшение здоровья Мур, в инвалидной коляске и безмолвный, появился на церемонии в Букингемском дворце. Орден ему вручал принц Чарльз.
Дадли Мур имеет свою звезду № 7000 на голливудской «Аллее славы».